# 阿根廷奧林匹克委員會
阿根廷奧林匹克委員會（西班牙語： - COA）是阿根廷的國家奧林匹克委員會，總部位於布宜諾斯艾利斯。該組織成立於1923年，是國際奧委會和泛美體育組織的成員。

## 會長
- Pablo Cagnasso (1973–1977)
- Antonio Rodríguez (1977–2005)
- Julio Ernesto Cassanello (2005–2008)
- Alicia Masoni de Morea (2008-2009)
- 赫拉尔多·韦特海因 (2009-2021)
- Mario Moccia (2021-)

## 外部連結
- 官方网站 （西班牙文）